# Herpsilochmus parkeri
A Herpsilochmus parkeri a madarak osztályának verébalakúak (Passeriformes) rendjébe és a hangyászmadárfélék (Thamnophilidae) családjába tartozó faj.

## Rendszerezése
A fajt Tristan J. Davis és John Patton O'Neill írta le 1986-ban. Tudományos nevét Theodore A. Parker III amerikai ornitológus tiszteletére kapta.

## Előfordulása
Az Andok hegység keleti részén, Peru területén honos. A természetes élőhelye a szubtrópusi vagy trópusi hegyi esőerdők és száraz erdők. Állandó, nem vonuló faj.

## Megjelenése
Testhossza 11,5–12,5 centiméter.

## Életmódja
Kevésbé ismert, valószínűleg rovarokkal táplálkozik.

## Külső hivatkozások
- Képek az interneten a fajról
- Xeno-canto.org